# Église Notre-Dame d'Athenay
L'église Notre-Dame d'Athenay est une église du premier âge roman, ancienne église paroissiale, située dans le hameau d'Athenay à Chemiré-le-Gaudin, dans le département français de la Sarthe. Propriété de la commune elle est entretenue et animée par l'association Les amis de l'église d'Athenay depuis 1987. L'ancienneté de sa construction et son abondant patrimoine mobilier, particulièrement sa statuaire de céramique du XVIIe siècle, caractérisent cette petite église rurale.

## Historique
Probablement construite en réutilisant un édifice gallo-romain,, la construction de la nef est complétée au XIe siècle, les portails sud et ouest finalisent la nef romane au XIIe siècle. Elle est mentionnée dans le cartulaire de Saint-Vincent dès cette époque. Au XVIe – XVIIe siècle sont ajoutées deux chapelles formant transept, ainsi qu'une sacristie accolée au mur ouest de la chapelle nord, une de ses baies porte la date de 1670. Église paroissiale d'Athenay, elle perd ce statut lors du rattachement du bourg à la commune de Chemiré-le-Gaudin par décret impérial en décembre 1809. Le Grand Hiver marque l'histoire de la paroisse en 1709, il détruit récoltes, vignes et noyers et entraîne famine et disette. Depuis un pèlerinage à la Vierge est organisé le 2 juillet  puis depuis 1987 le samedi qui suit le 2 juillet. Des vitraux modernes de Cathy Van Hollebeke sont installés en 2023, ils évoquent l'évènement et le pèlerinage. Un hôpital , aujourd'hui démoli, est mentionné derrière l'église sur le site de la commune. L'édifice est inscrit au titre des monuments historiques depuis le 20 juin 1988.

## Description

### Extérieur
L'église Notre-Dame d'Athenay est orientée avec une inclinaison sud de dix degrés, elle mesure environ vingt et un mètres avec une nef de six mètres quinze de large, elle se compose d'une nef romane du XIe – XIIe siècle, d'un chœur du XVe et d'un transept du XVIIe. La façade ouest, en petit appareil calcaire cubique, présente un curieux décor en sablier de grès roussard. Sa seule ouverture est un portail en plein cintre sans tympan s'inscrivant dans une ancienne ouverture plus grande et décalée au nord. Le mur nord de la nef, du même appareil que la façade sur la majorité de sa hauteur, est percé de trois fenêtres étroites situées juste au-dessous de la toiture, leurs linteaux échancrés monolithiques présentent des rainures radiaires simulant des claveaux. Cette façade et une grande partie du mur nord serait, d'après Alain Valais, la réutilisation d'un édifice gallo-romain,. La sacristie est accolée au mur est de la chapelle nord et s'aligne avec le pignon du chevet sans lien ni chainage entre les murs. La façade du chevet plat est centrée par une grande baie obstruée. Le mur sud de la nef est constitué d'un appareil plus irrégulier laissant supposer une construction romane plus tardive. Le portail sud , qui donnait sur le cimetière, est semblable en taille et en forme avec le portail occidental probablement contemporain, les claveaux de l'arc forment un décor coloré en alternant grès roussard et calcaire. La nef est surmontée dans sa partie occidentale d'une flêche en charpente formant clocher.
Au milieu de l'ancien cimetière de l'église se trouve une croix monumentale du XVIe siècle, inscrite aux monuments historiques depuis le 17 février 1928.

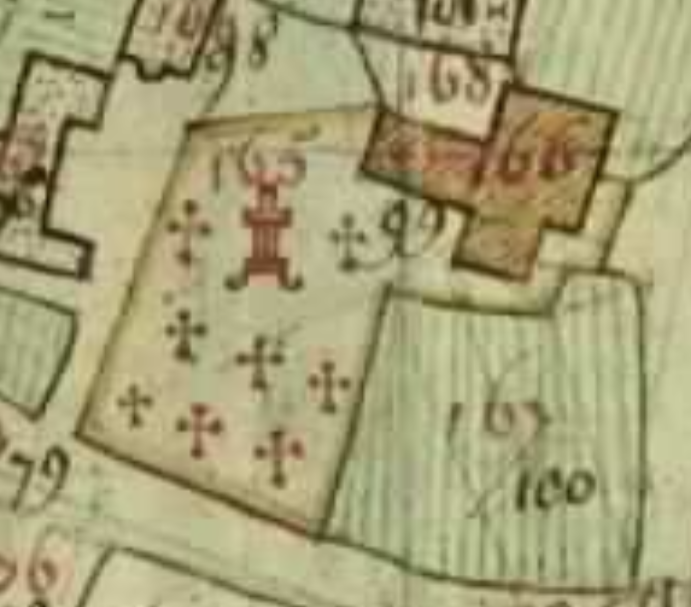
Église, cimetière et croix, cadastre Athenay-[1809]-PC\013\003, archives 72.
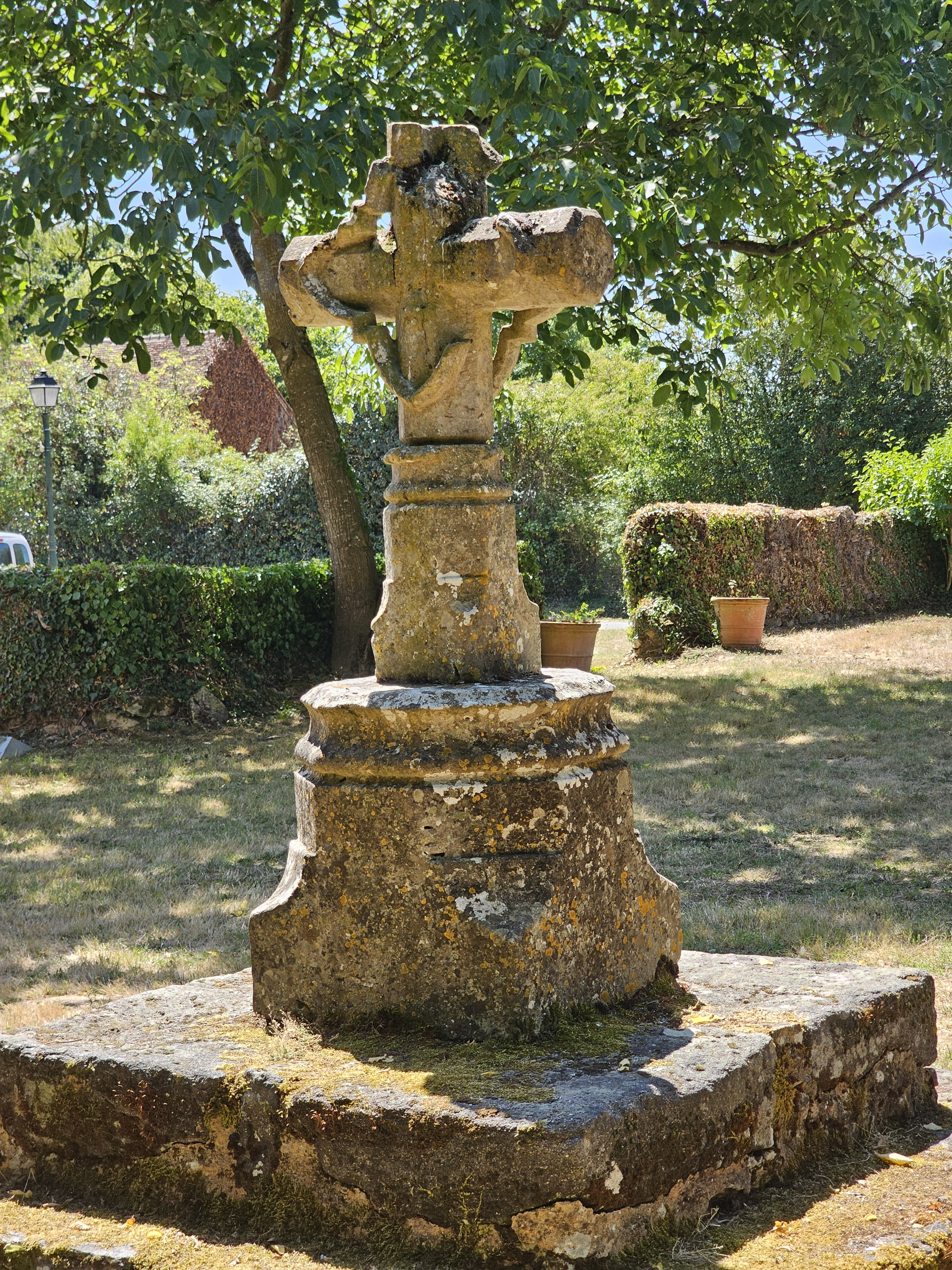
Croix de cimetière 16e.
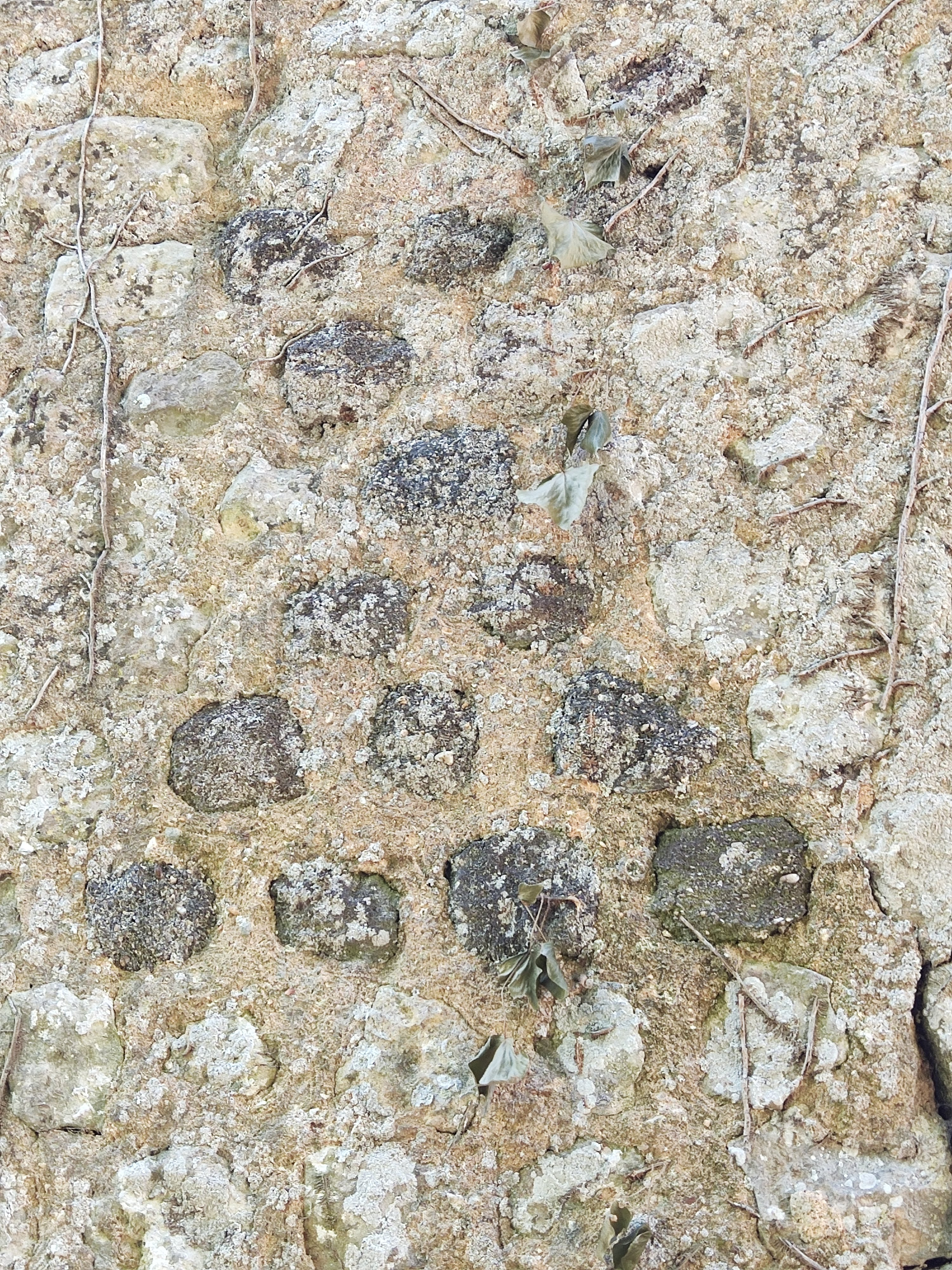
Décor en sablier du mur de la façade occidentale.
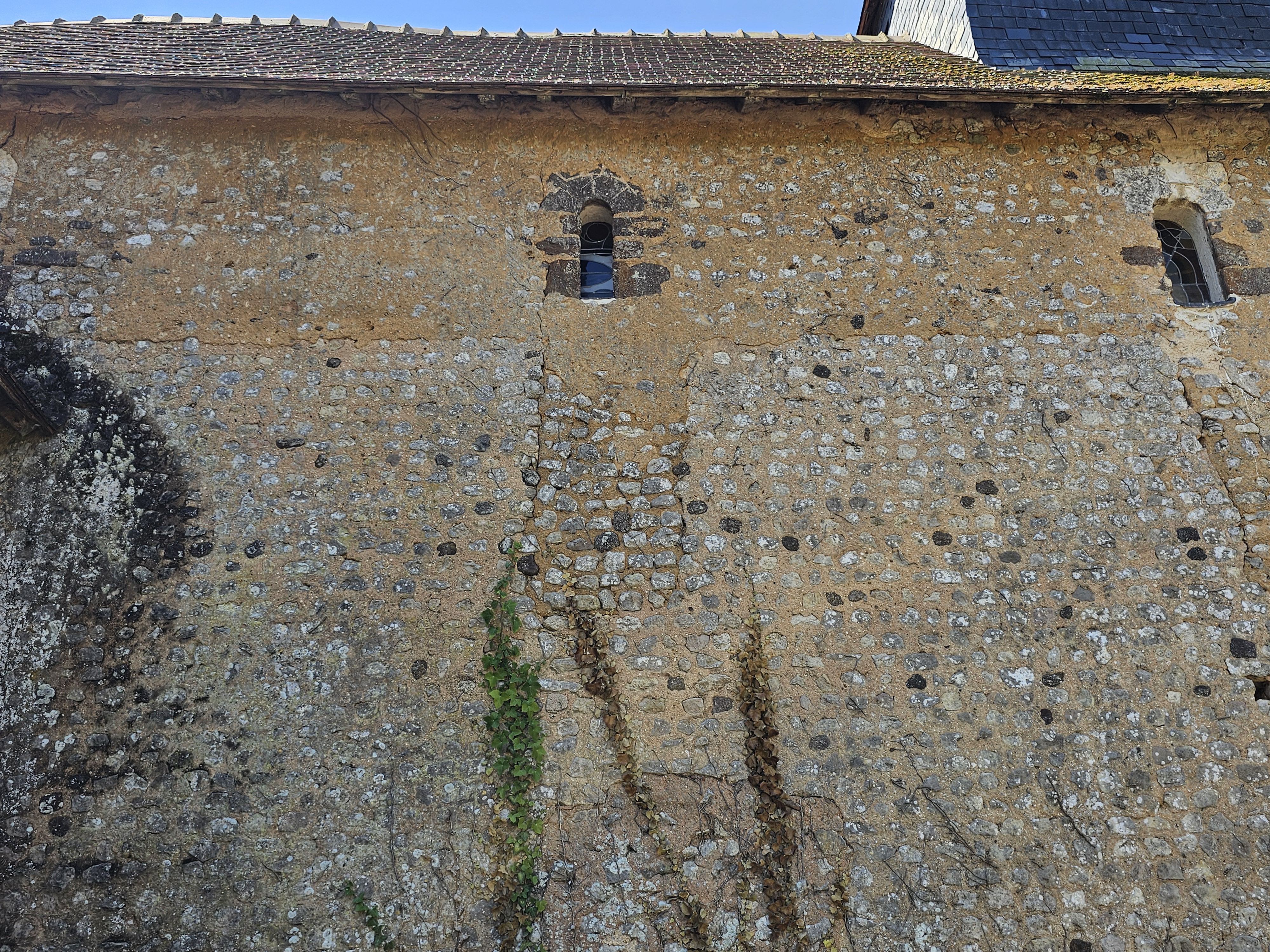
Mur nord, petites fenêtres à linteau monolithique.
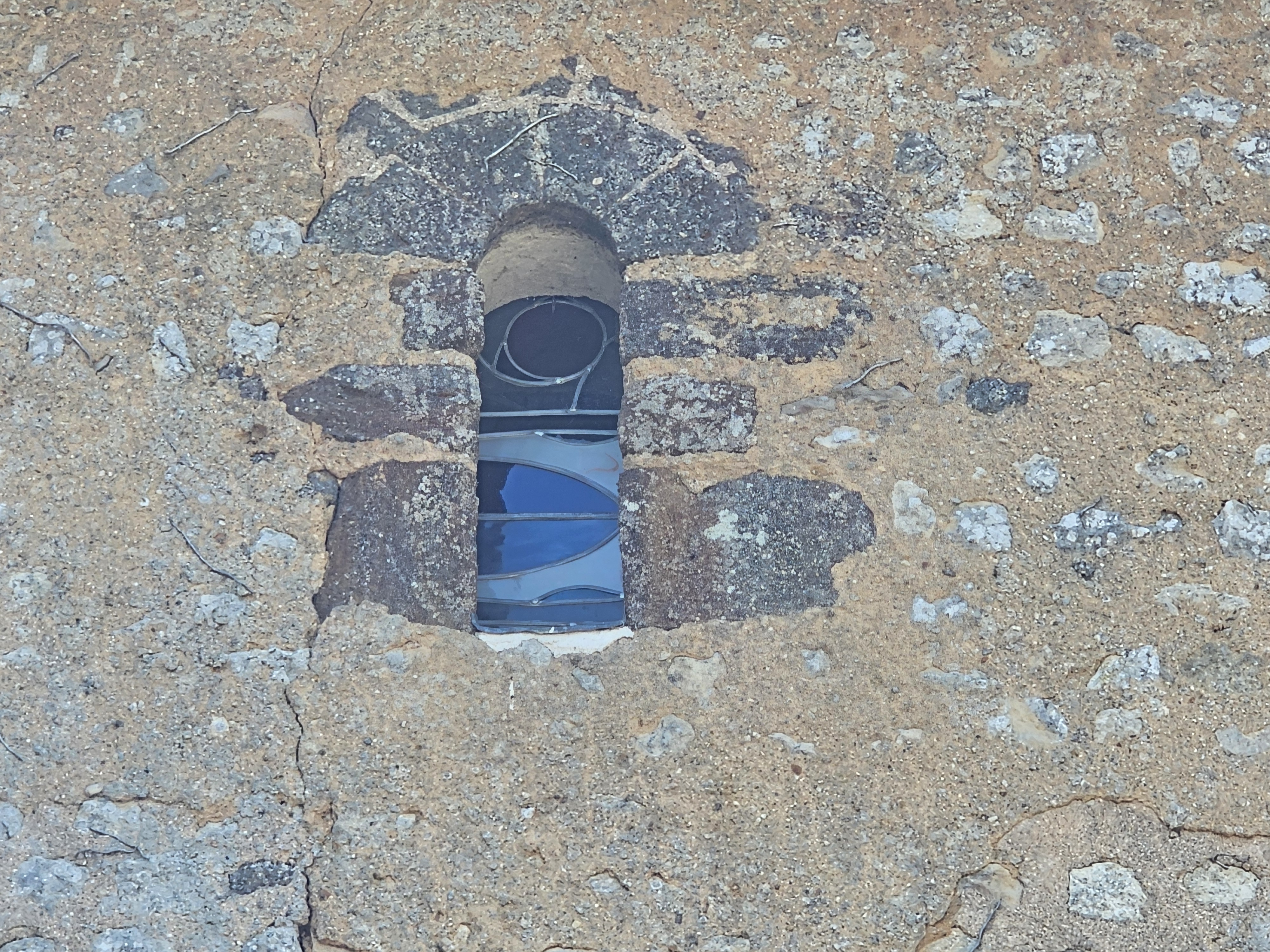
Fenêtre à faux claveaux du mur nord.

### Intérieur
L'église n'est pas voùtée, un berceau en lambris recouvre les différentes parties de l'édifice. À l'intérieur de la première partie de la nef unique, quatre poteaux soutiennent la charpente du clocher et, pour les deux poteaux les plus à l'ouest, une tribune. Des fragments de peintures médiévales persistent sur le mur nord de la nef et dans la chapelle sud. La pose des dix vitraux de Cathy Van Hollebeke en 2023 est l'occasion de réhabiliter les trois petites fenêtres du mur nord qui étaient obstruées. Ils évoquent le Grand Hiver de 1709 et le pèlerinage dont il a été suivi.  

#### Mobilier
Le retable en menuiserie du maître-autel du XVIIe, inscrit à titre d'objet monument historique depuis 1975, est orné de panneaux peints et supportent une riche statuaire de terre cuite polychrome de la même époque. En haut, le groupe sculpté de la Visitation du XVIIe, classé  surmonte le registre inférieur avec saint Joseph et L'Enfant Jésus classés,, le tabernacle et ses panneaux peints et le groupe sculpté de l'Éducation de la Vierge, également classé.

Retable.
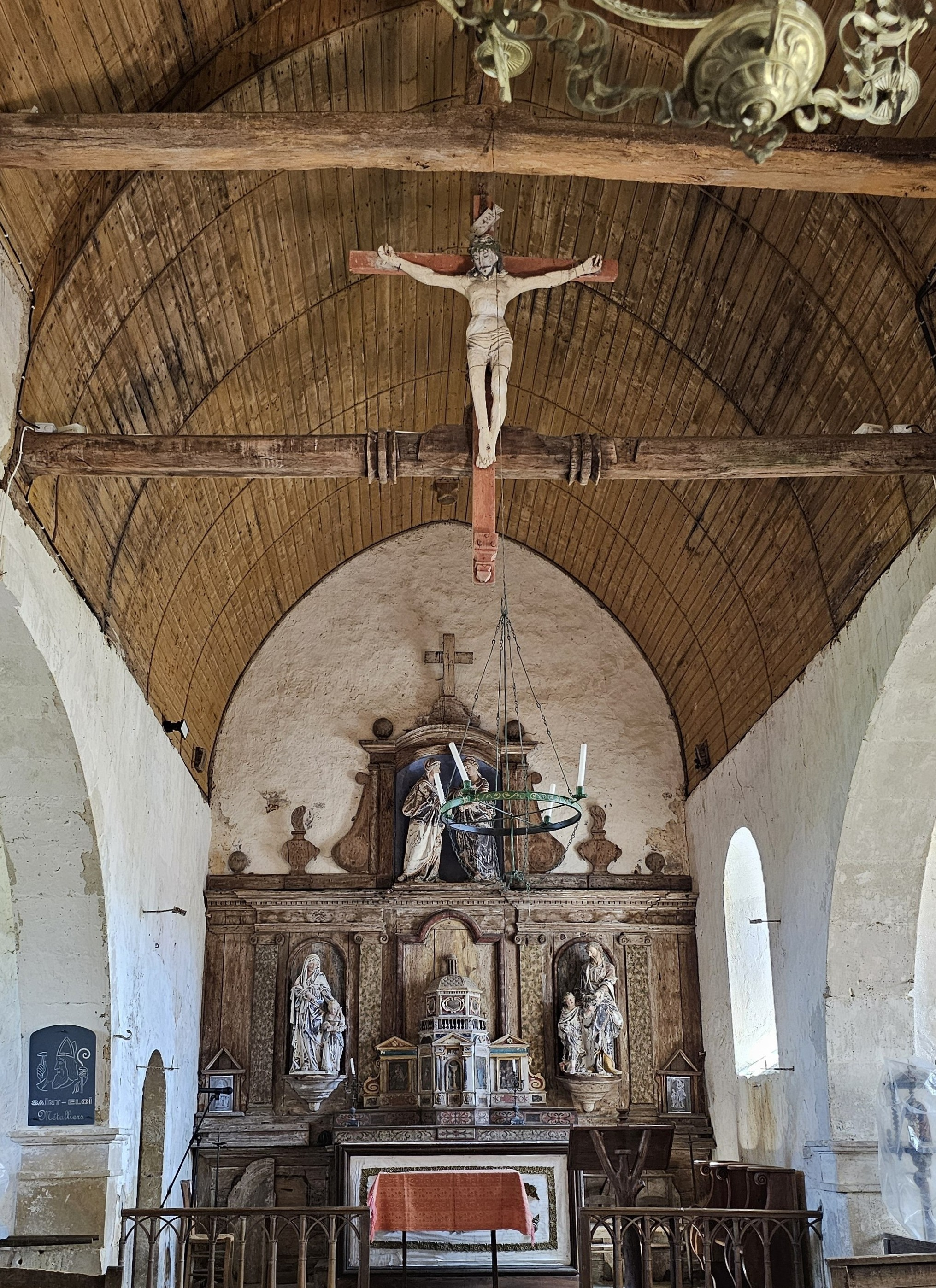
Retable et poutre de gloire.
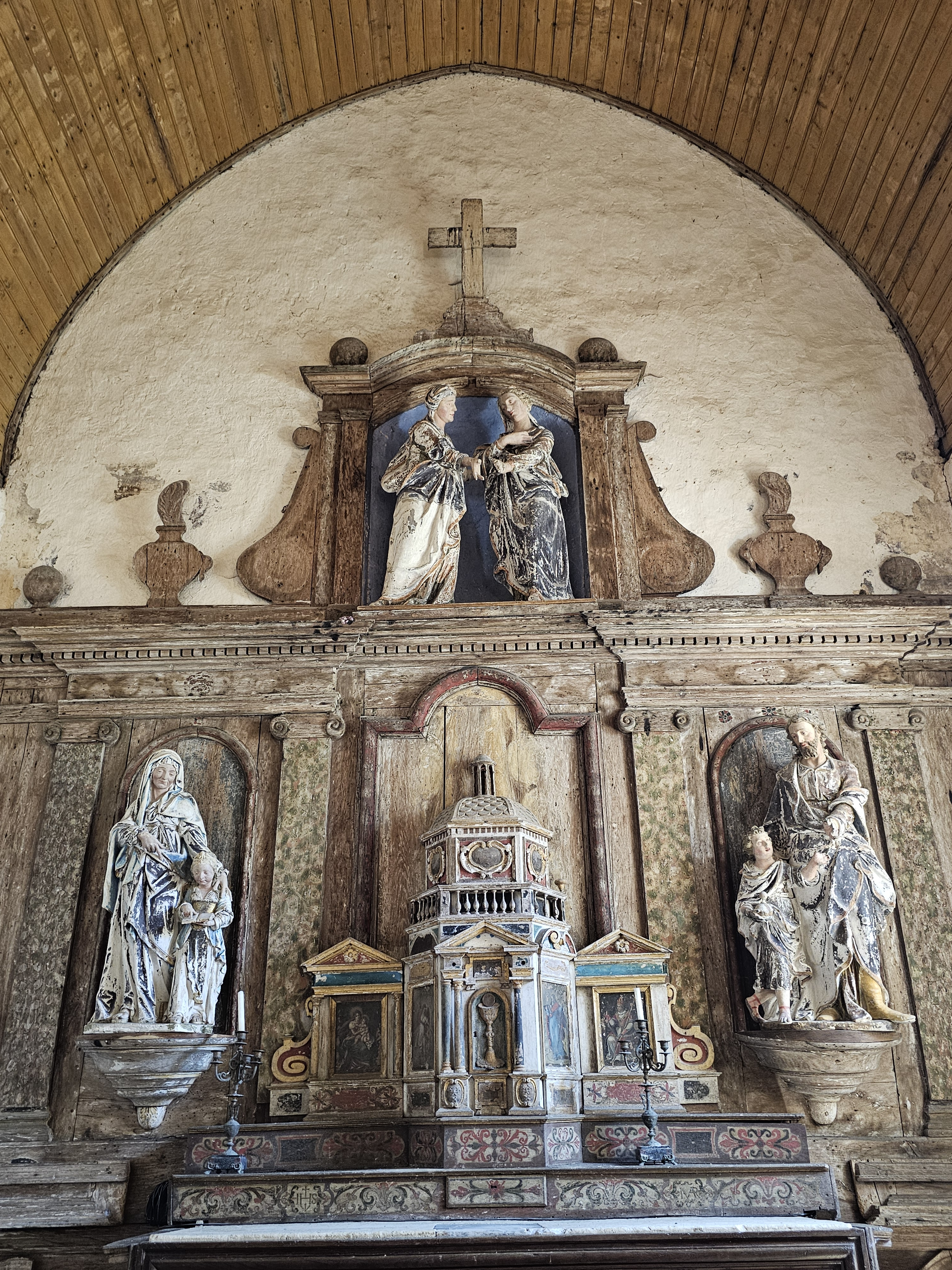
Retable de la Visitation du maître-autel.
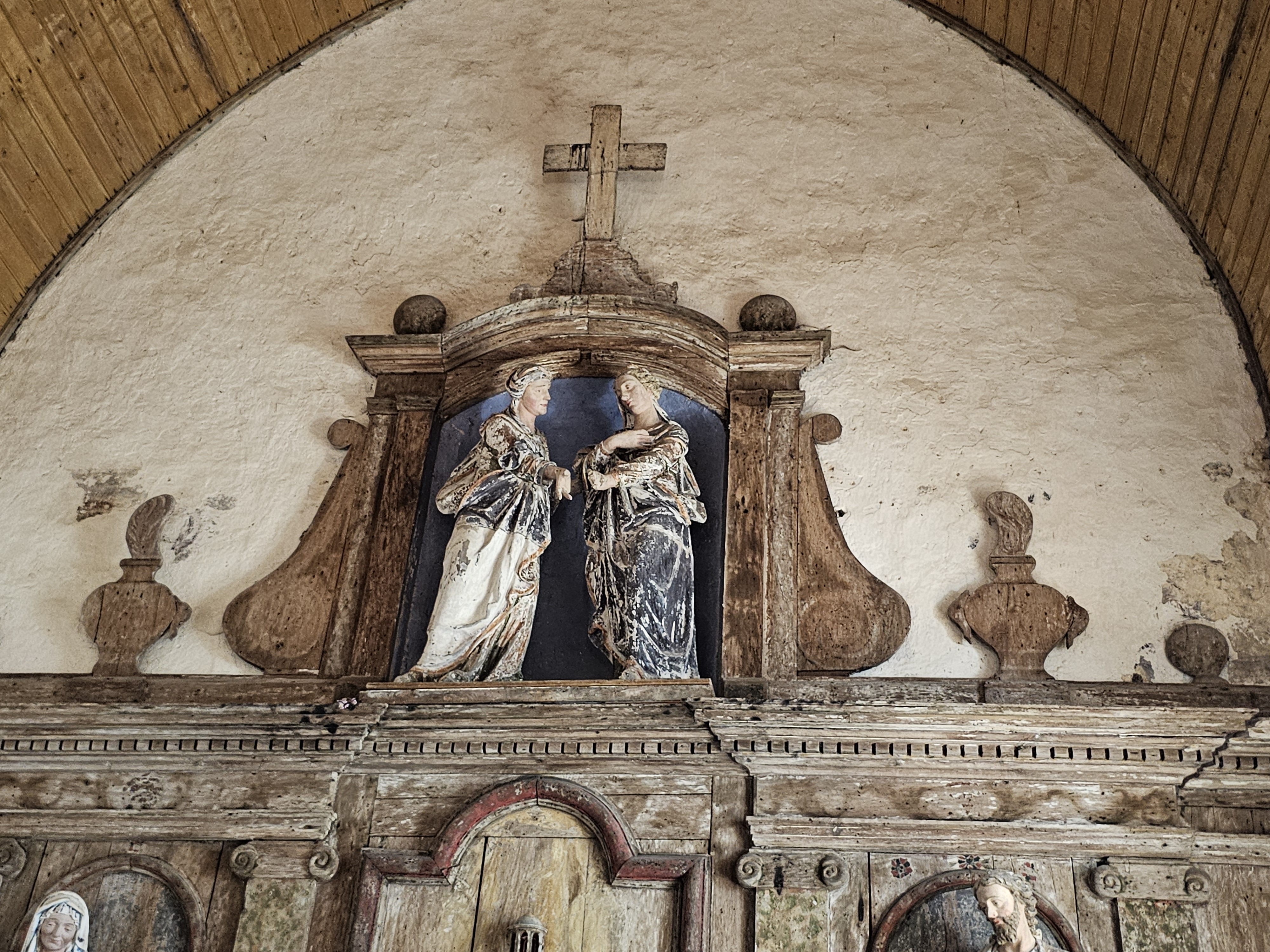
La Visitation 17e.
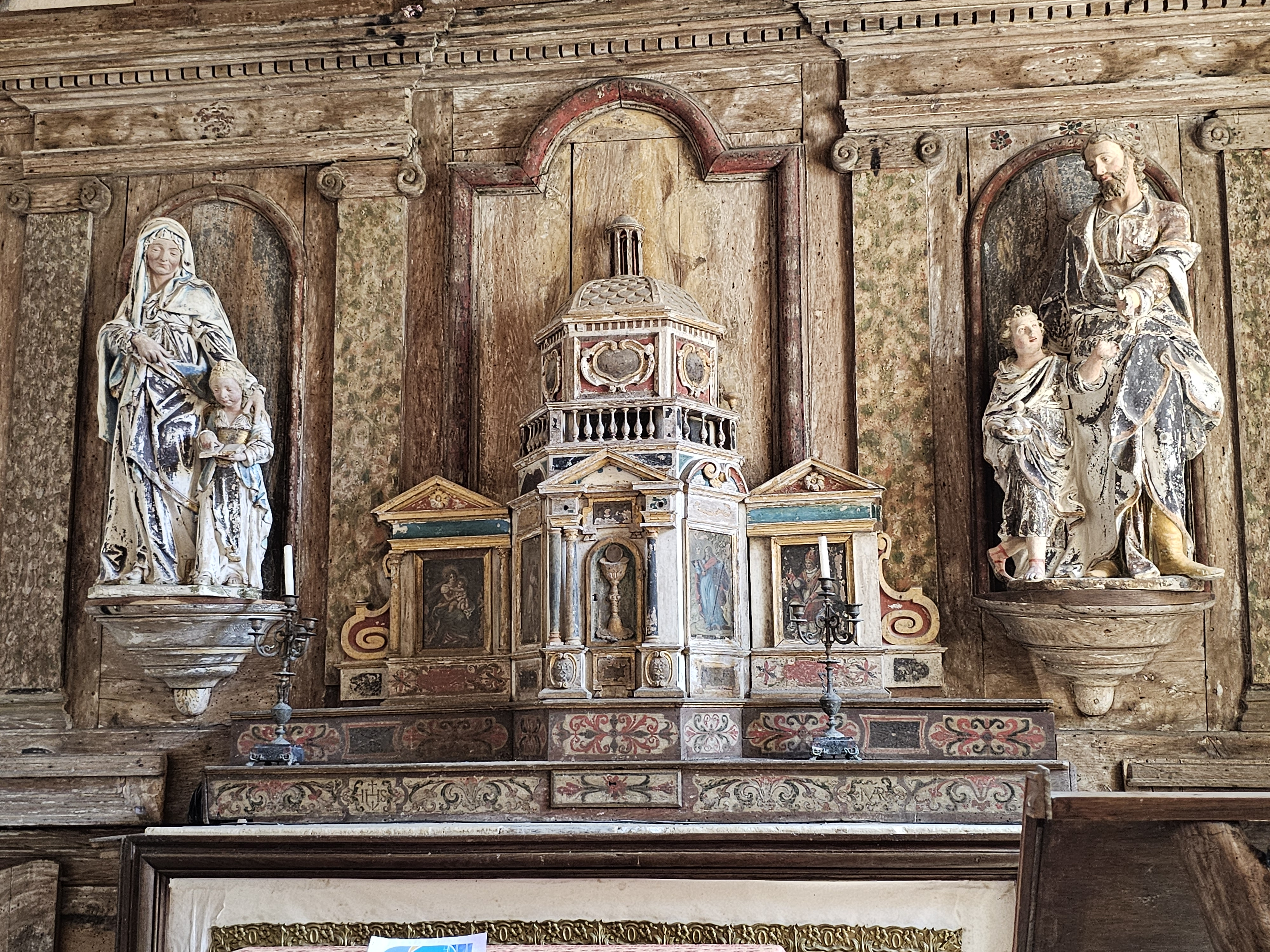
Retable du maître autel registre inférieur.

La croisée est occupée par une clôture de chœur et des bancs de fidèles du XVIIe également inscrits. Une poutre de gloire avec un Christ en terre cuite polychrome du  XVIIe, inscrite, marque l'entrée du chœur. 
Dans la chapelle sud, un panneau en bois sculpté polychrome, classé, du XVIe, représentant l'adoration des mages, est posé sur l'autel, il est surmonté de trois statues du XVIIe inscrites, saint Étienne, saint Michel terrassant le dragon et saint Blaise. À l'entrée de la chapelle, un bâton de procession terminé par un édicule triangulaire à colonnes torsadées contenant deux statuettes de la Visitation du XVIIe est au centre de la procession annuelle du mois de juillet.

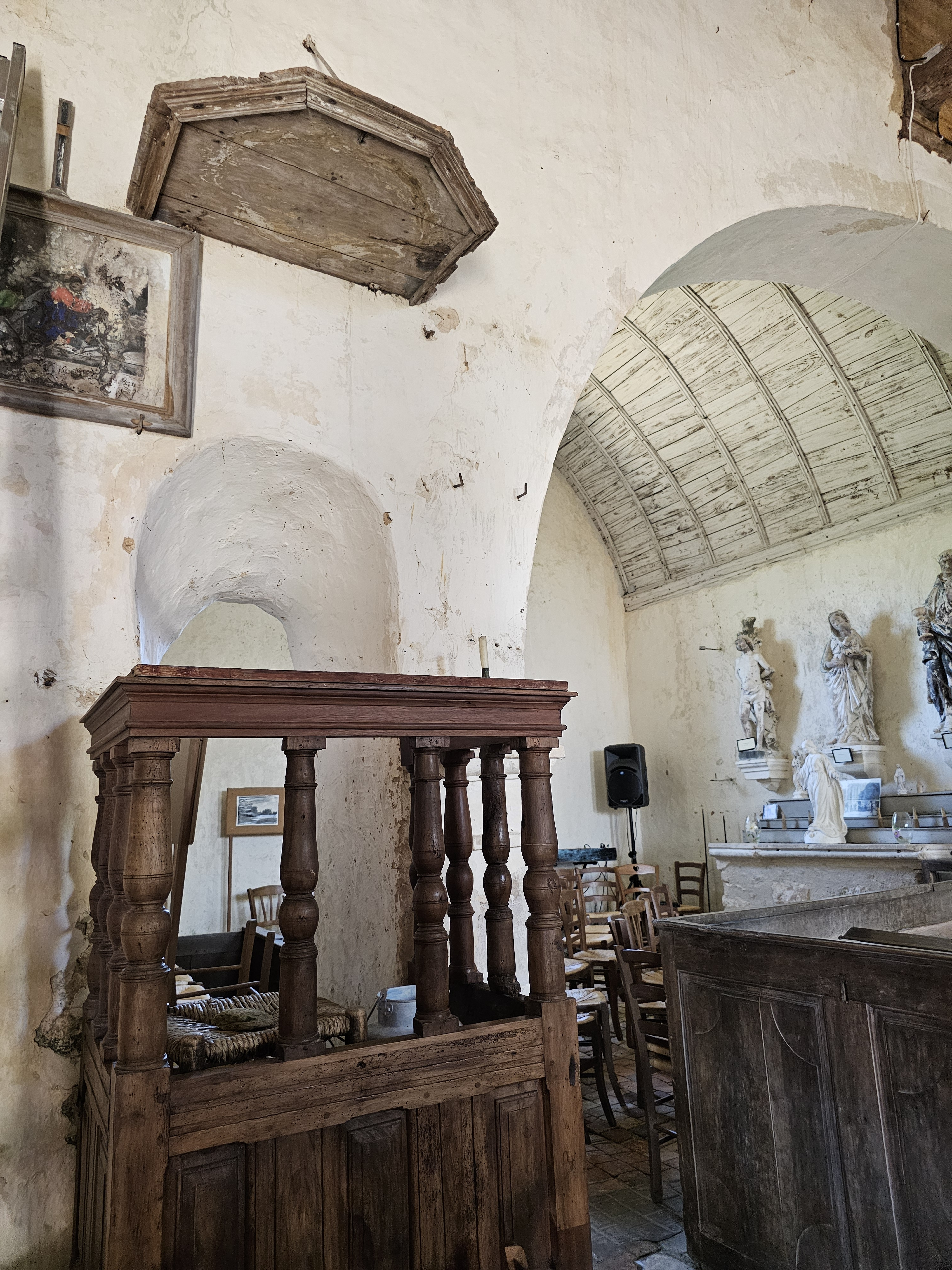
Chaire à prêcher 17e.
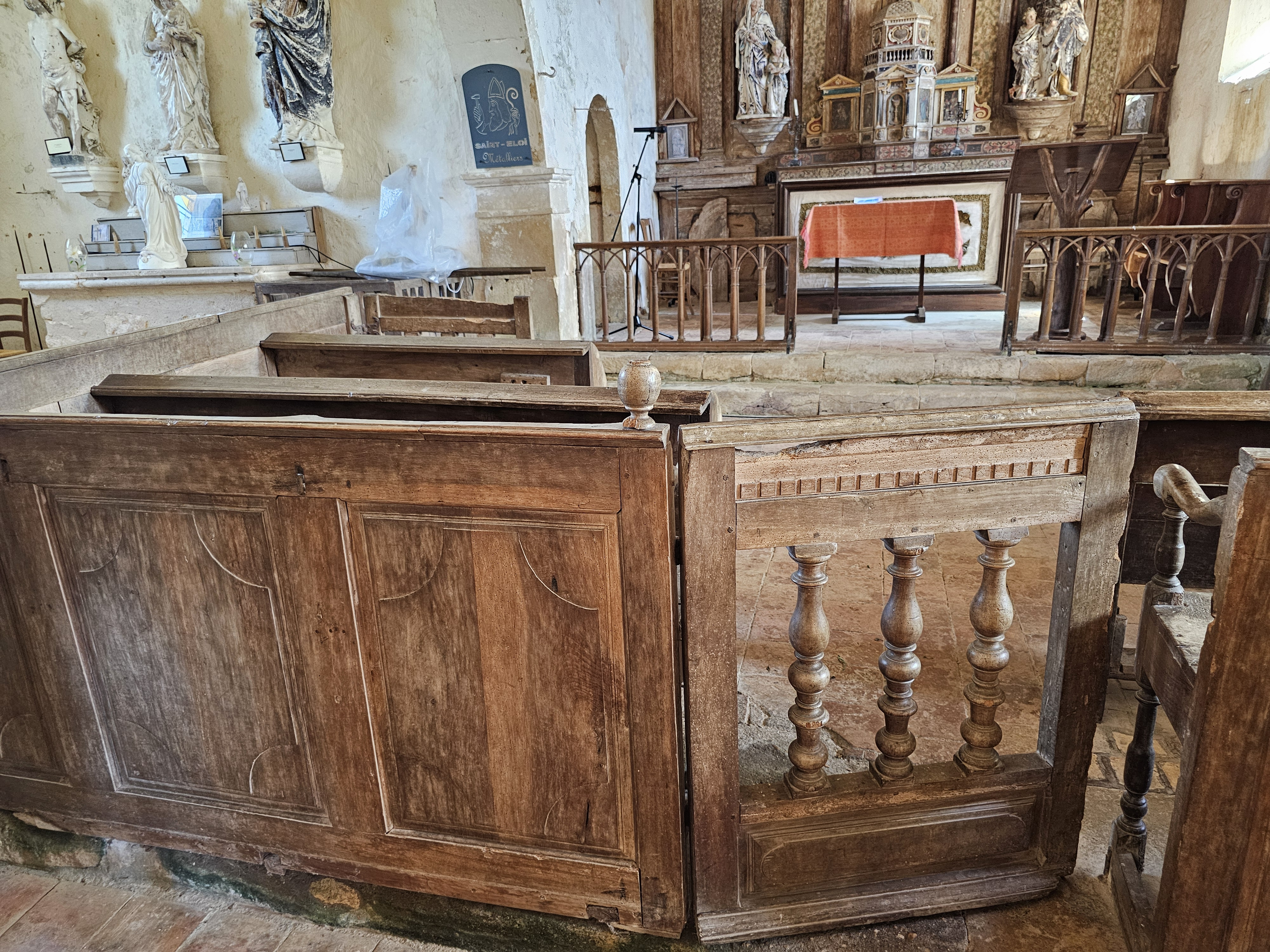
Cloture de chœur et bancs.
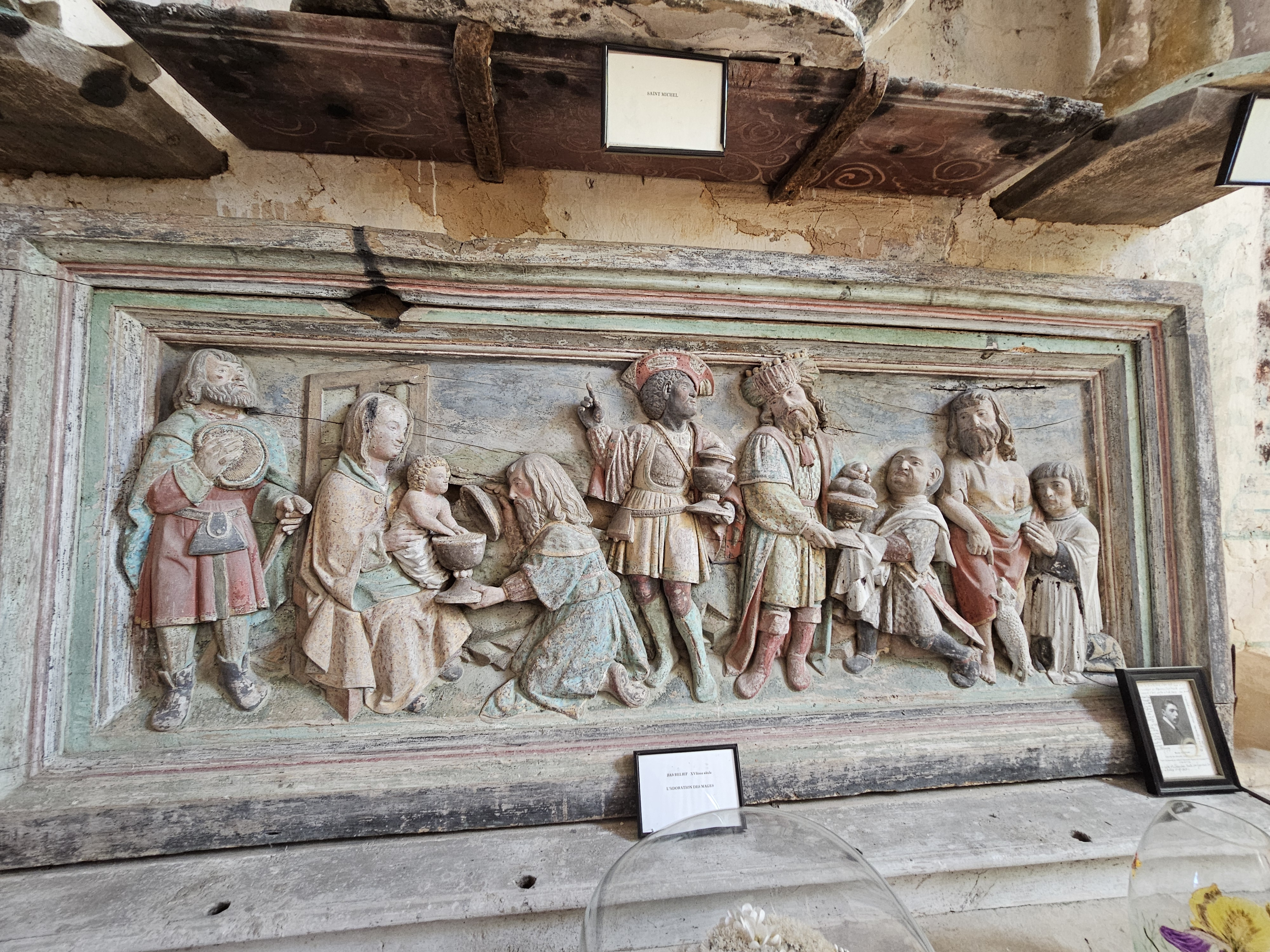
Panneau de l'Adoration des mages XIVe siècle.
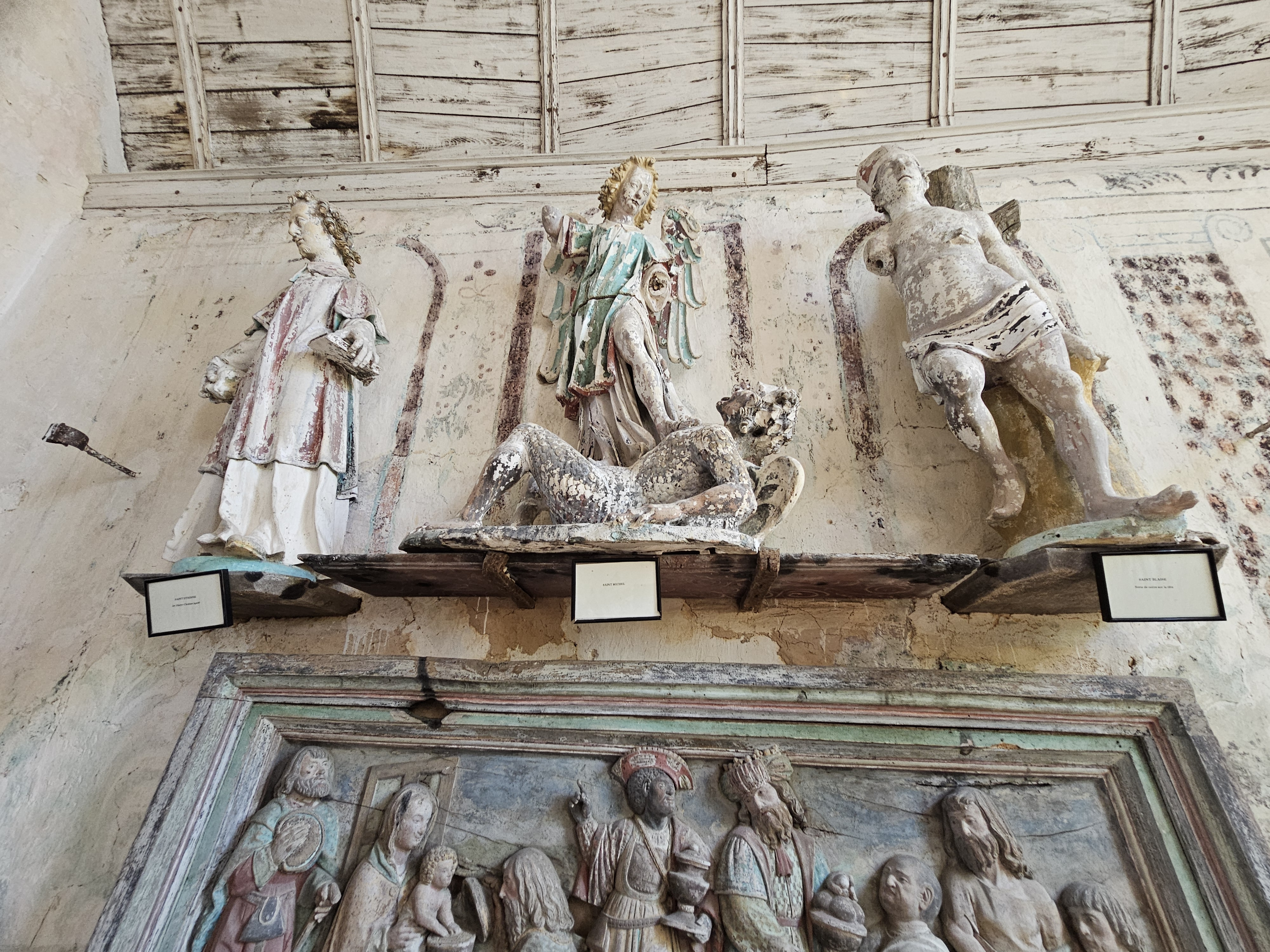
Saint Étienne, saint Michel et saint Blaise.
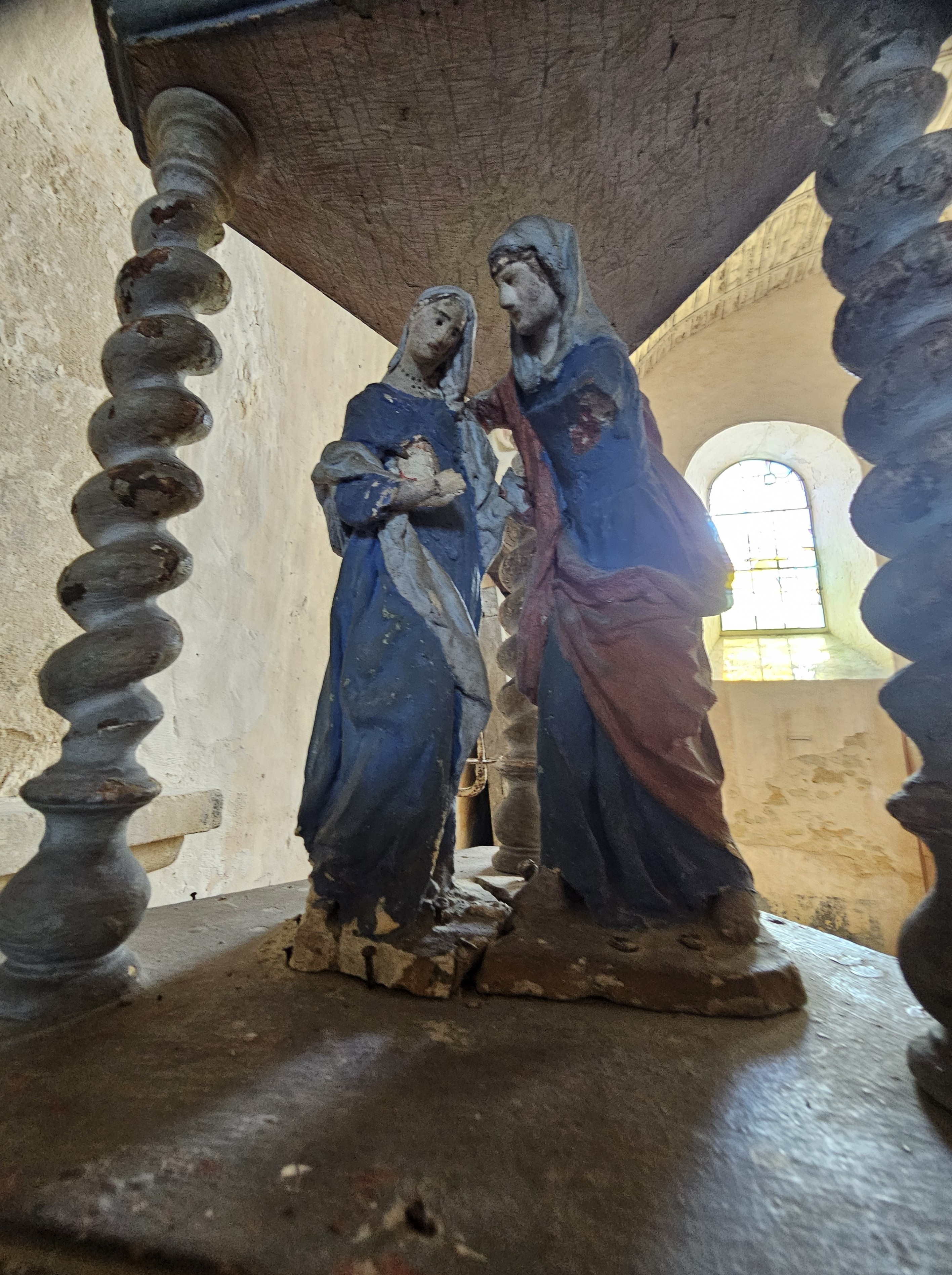
Baton de procession de la Visitation.

Dans la chapelle nord, le mur oriental supporte trois statues, deux terres cuites du XVIIe, saint Sébastien et une Vierge à l'Enfant et une en pierre polychrome du XVIIe, inscrite, saint Hyacinthe de Cracovie.
Dans la nef avec accès par le croisillon nord se trouve la chaire à prêcher, du XVIIe inscrite et, sur le mur nord, à côté des restes de peintures médiévales, se dresse une statue de Vierge à l'Enfant allaitante en terre cuite polychrome du XIVe classée,. Plus bas, au début de la nef côté sud, sont installés des fonts baptismaux en calcaire, du XVIe inscrits
Près de l'entrée sud est posé un tronc ancien, bois et ferronnerie, probablement du XVIe.

Nef
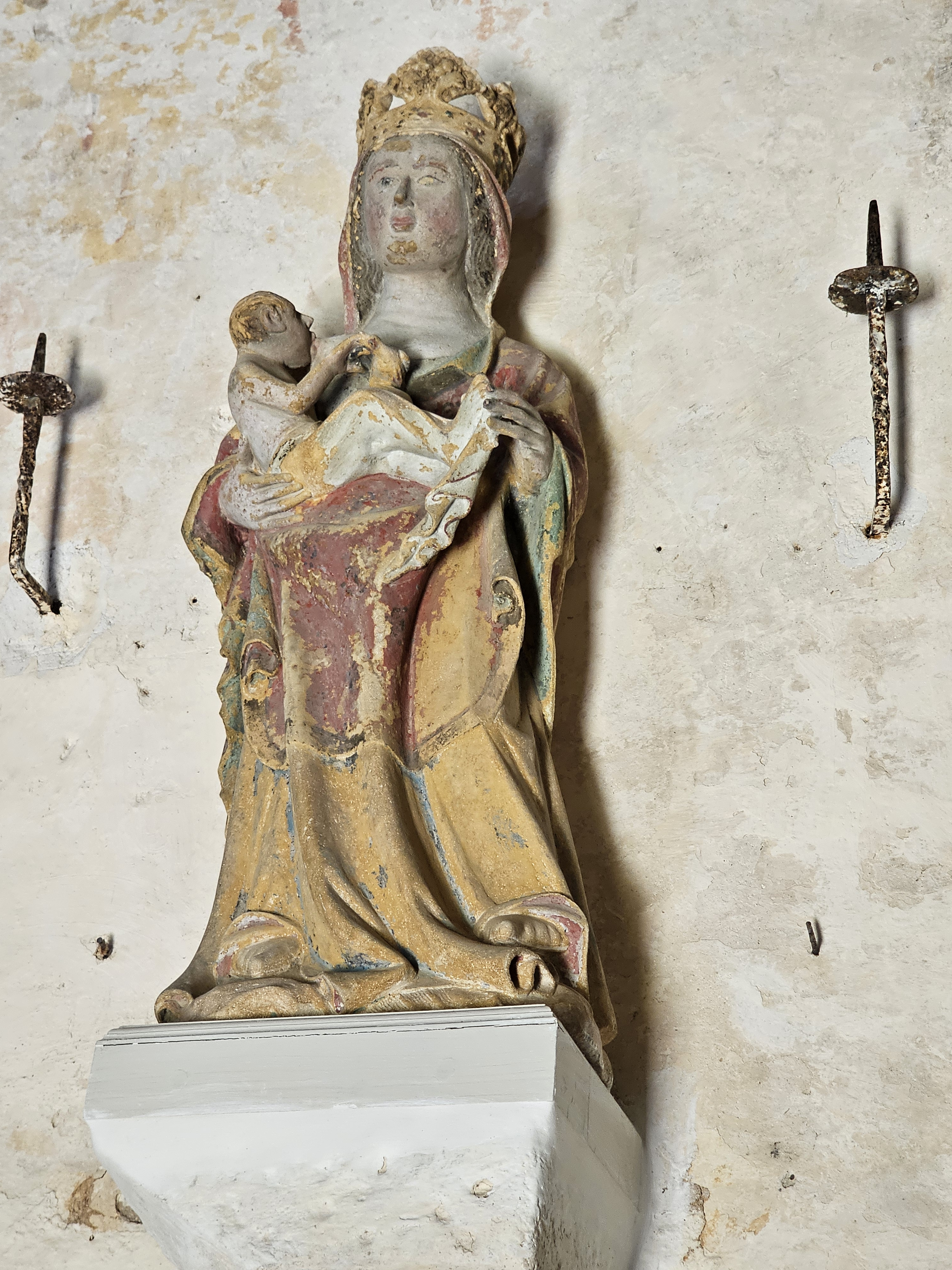
Vierge allaitante du XIVe siècle.
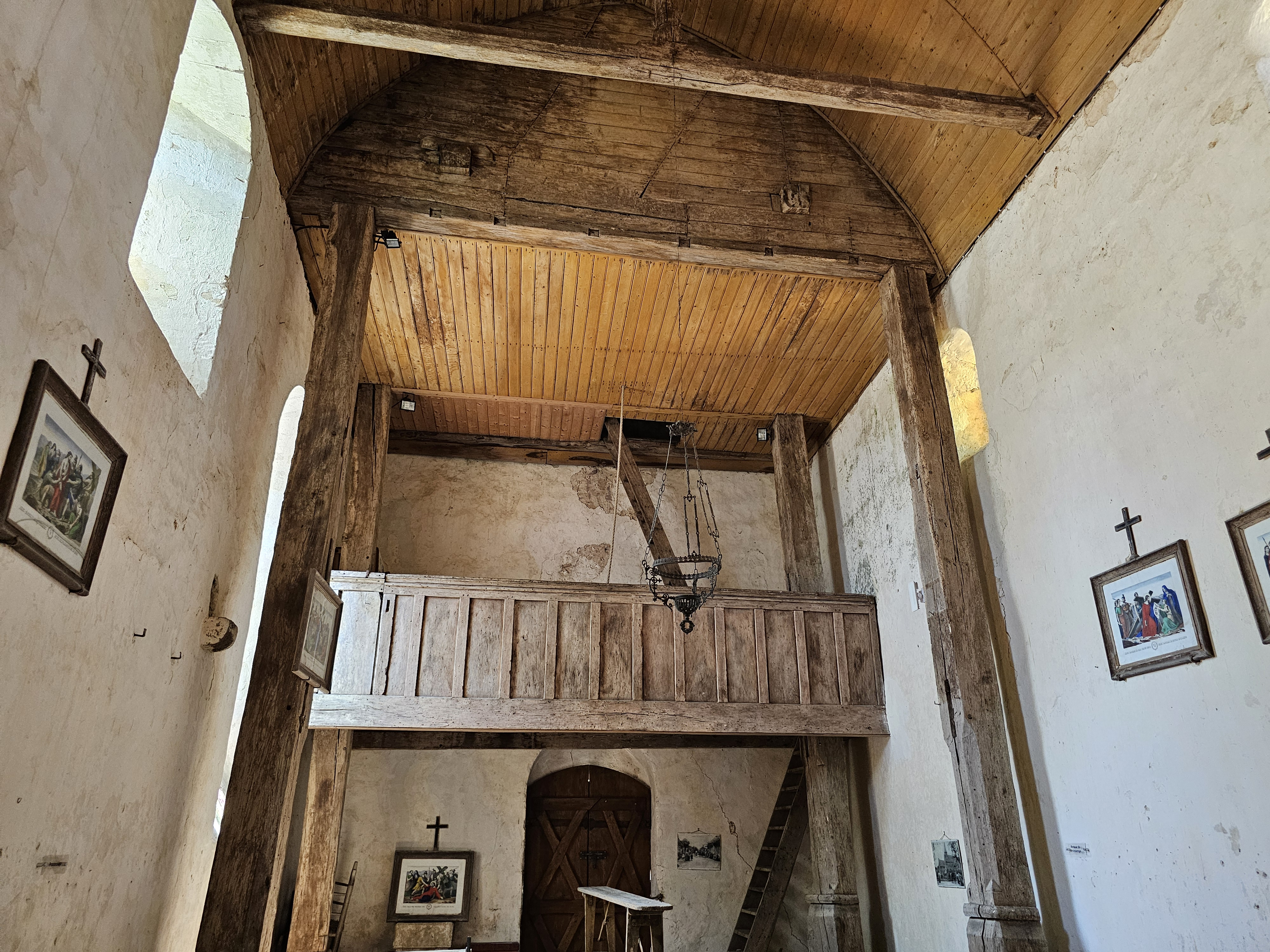
Poteaux du clôcher et tribune.
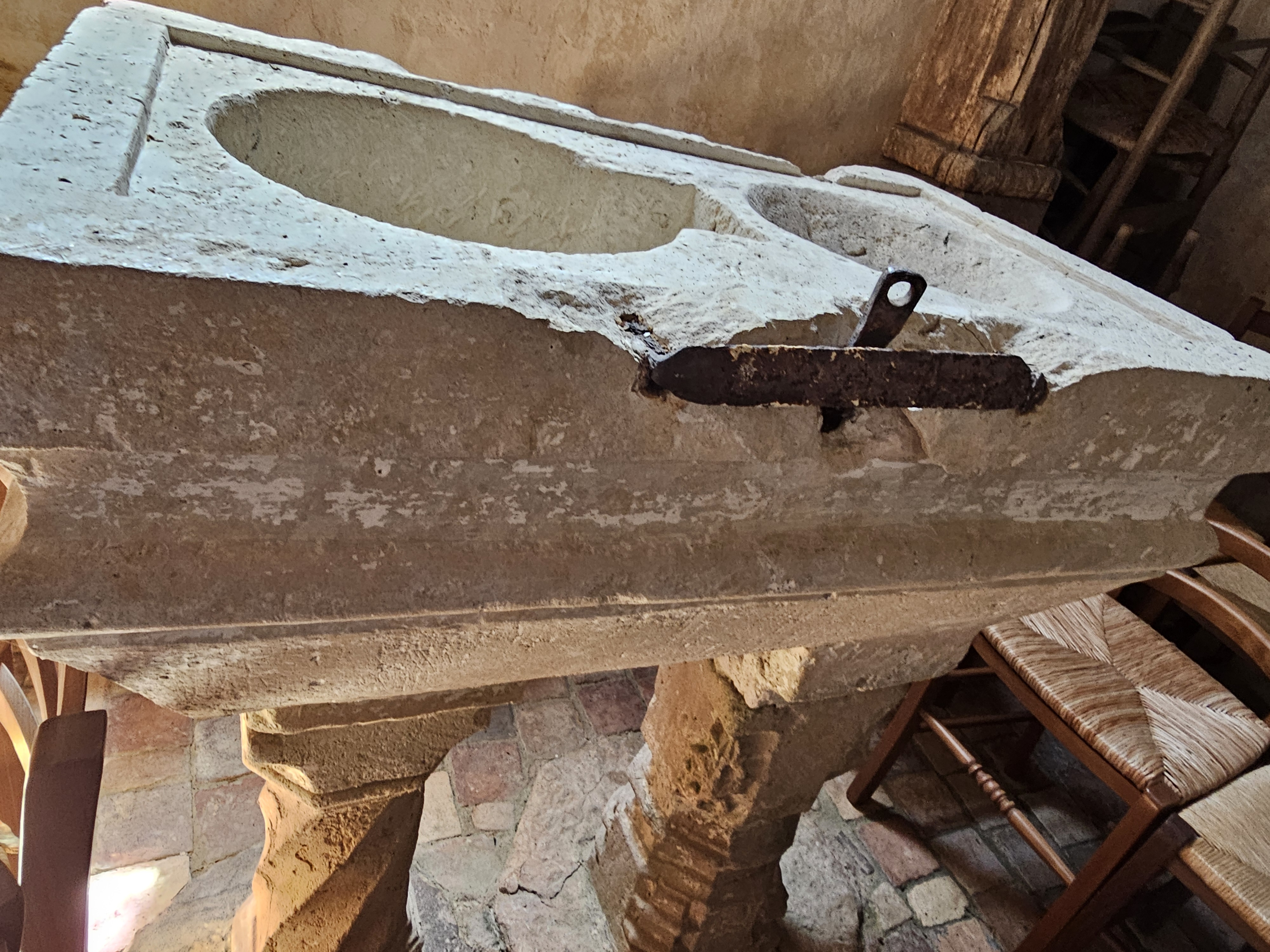
Fonts baptismaux calcaire du 16e.
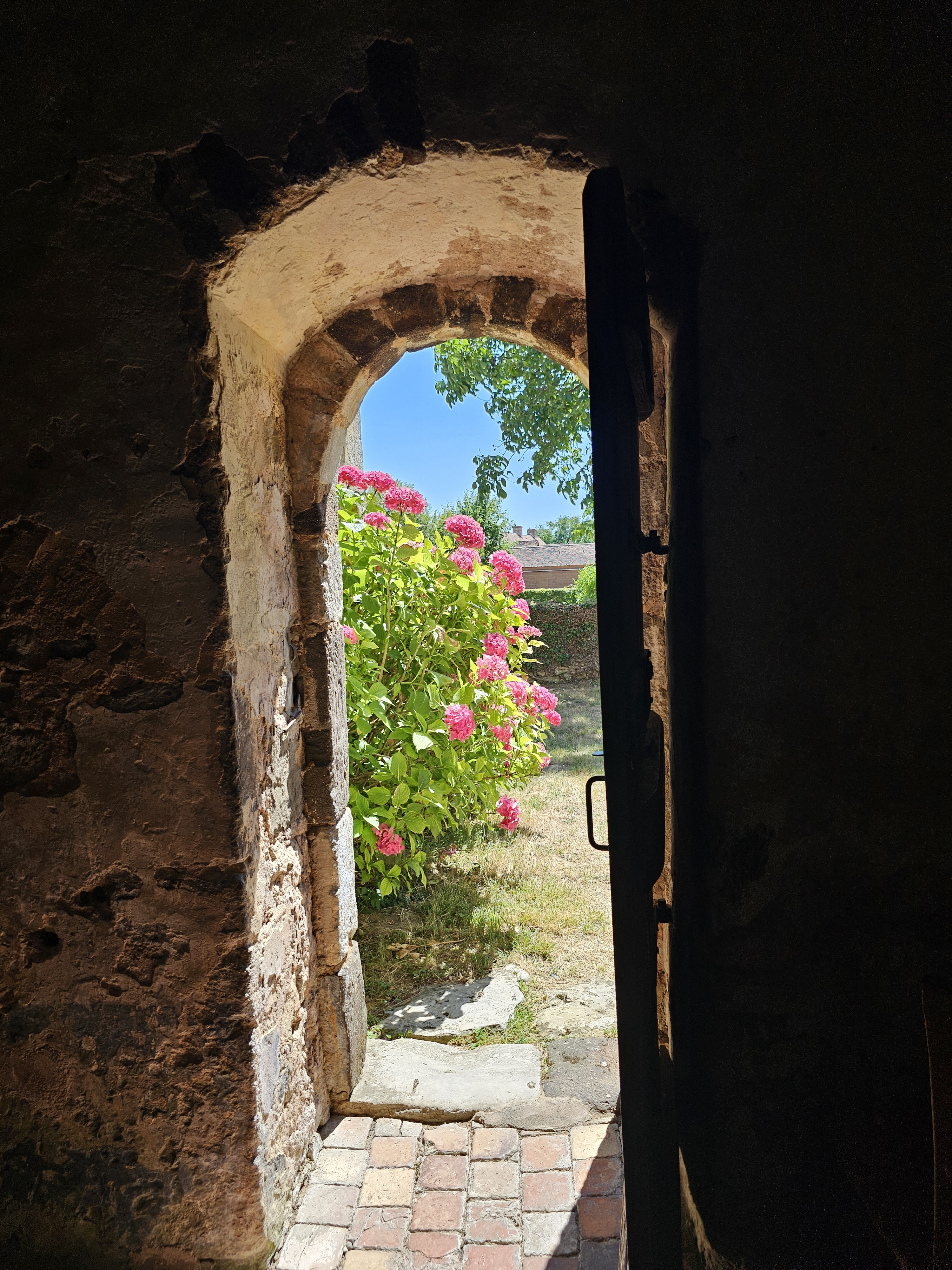
Porte sud vue intérieure.